# 何庭波
何庭波（1969年—）是一位中国企业家，电子工程师，海思半导体总裁。

## 生平
1969年出生于湖南省长沙市，1987年毕业于湖南师范大学附属中学，1996年毕业于北京邮电大学通信和半导体物理专业硕士学位。同年加入华为担任工程师，后逐步升职成为华为子公司海思半导体总裁，2018年3月成为董事会成员。2019年5月17日针对美国商务部工业和安全局将华为列入实体名单一事发文，鼓励员工保持创新，实现科技自立。

## 荣誉
2019年被选入福布斯中国科技女性榜。